# ديفيد ميلول بيناروتش
كان ديفيد ميلول بيناروخ (20 أبريل 1928 - 15 أكتوبر 2007) مهندس نسيج إسباني سفارادي، ورجل أعمال، وفاعل خير. اشتهر بتأسيسه ورعايته لمتحف ديفيد ميلول اليهودي في بيجار ( سالامانكا )، بالإضافة إلى دعمه للمشاريع الثقافية والتعليمية المتعلقة بالتراث اليهودي في مسقط رأسه مليلية . كان أول قنصل فخري لدولة إسرائيل في برشلونة، ورئيسًا فخريًا للجالية الإسرائيلية في تلك المدينة. 

## سيرة
وُلِد ديفيد ميلول في مليلية عام ١٩٢٨، لعائلة يهودية سفاردية تعود جذورها إلى تطوان . يرتبط اسمه بأحد أهم أنساب الجالية العبرية في مليلية، والتي كانت بارزة في التجارة والعمارة والحياة الحضرية منذ القرن التاسع عشر. 
في عام ١٩٤٦، انتقل إلى بيجار (سالامانكا) للدراسة في مدرسة المهندسين الصناعيين (التي تُعرف الآن بالمدرسة التقنية العليا للهندسة الصناعية التابعة لجامعة سالامانكا). ثم أكمل تدريبه كمهندس نسيج في تيراسا (برشلونة). 
في السنوات التالية، استقر في برشلونة وأسس شركة "هيسبانو تكس"، المتخصصة في المنسوجات المنزلية. وبفضل نهجه المبتكر، أصبح مرجعًا في هذا القطاع في إسبانيا ما بعد الحرب.
هناك التقى بزوجته أديلينا ناكماياس، ورزقا بخمسة أطفال: دانيال، رافائيل، راكيل، ماريو وفيكتور.

## الالتزام المجتمعي والخيري
عُيّن ديفيد ميلول قنصلاً فخرياً لدولة إسرائيل في برشلونة، وشغل مناصب قيادية في منظمات يهودية. ساهم في دعم العديد من المشاريع لتعزيز الهوية والتعليم اليهودي في إسبانيا، منها:
- مدرسة هاتيكفا ، في فالدوريكس (برشلونة)، واحدة من أهم المدارس اليهودية في كاتالونيا.
- مدرسة ديفيد ميلول اليهودية في مليلية، وهي مخصصة للحفاظ على الثقافة اليهودية السفارادية ونشرها في شمال أفريقيا.
- التعاون النشط مع المنظمات اليهودية في كتالونيا ومليلة والمدن الإسبانية الأخرى.

## التراث في مليلية
على الرغم من إقامته في برشلونة لسنوات عديدة، إلا أن ميلول كانت تربطه علاقات وطيدة بمليلية، حيث شجع ودعم المبادرات التعليمية والثقافية. يرتبط اسمه بمنزل ديفيد ج. ميلول ، وهو مبنى عصري رمزي في ساحة إسبانيا بمليلية، شيدته عائلته في بداية القرن العشرين، وجدده المهندس المعماري إنريكي نييتو بين عامي ١٩٠٦ و١٩١٧. 
مع أن المبنى شُيّد قبل إنشائه، إلا أن ديفيد ميلول ساهم في الحفاظ على تراثه المعماري والثقافي. وبالمثل، لا تزال المدرسة الثانوية اليهودية التي تحمل اسمه تُشكّل فضاءً للتعليم والهوية المجتمعية.

## مؤسسة المتحف اليهودي في بيجار
في أواخر تسعينيات القرن العشرين، اقترح ديفيد ميلول على مجلس مدينة بيجار إنشاء متحف مخصص لتاريخ يهود المنطقة. وقد تحقق المشروع بفضل رعايته، مما أتاح شراء وتجديد قصر يعود تاريخه إلى القرن الخامس عشر. 
افتُتح متحف ديفيد ميلول اليهودي عام ٢٠٠٦، وأصبح مرجعًا للذاكرة السفاردية في قشتالة وليون. ينقسم المتحف إلى ثلاثة طوابق: 
- تاريخ اليهودية في إسبانيا وبيجار.
- تاريخ المتحولين وقمع محاكم التفتيش.
- الشتات السفارادي واللغة الإسبانية اليهودية وعلم الأنساب.

## الموت والإرث
توفي ديفيد ميلول في 15 أكتوبر/تشرين الأول 2007 في مليلية. ويمتد إرثه إلى ثلاث مدن: مليلية، وبرشلونة، وبخار، حيث لا يزال عمله في خدمة التراث اليهودي، والتعليم، والثقافة. 
وتستمر مدرسة ديفيد ميلول اليهودية الثانوية والمتحف اليهودي في بيجار، من بين مؤسسات أخرى، في تكريم ذكراهم والتزامهم تجاه المجتمع السفارادي وتاريخ اليهودية الإسبانية. 